# Hoa bia
Hoa bia hay hublông (danh pháp hai phần: Humulus lupulus) là thực vật dạng dây leo trong họ Cannabaceae. Loài này được Carl von Linné miêu tả khoa học đầu tiên năm 1753.. Chúng là cây sống lâu năm (30-40 năm), có chiều cao trung bình từ 10–15 m. Hoa houblon có hoa đực và hoa cái riêng cho từng cây. Trong sản xuất bia chỉ sử dụng hoa cái chưa thụ phấn.
Hoa bia (tiếng Pháp Houblon, tiếng Anh Hops) thường được sử dụng để tạo vị đắng cho bia kể từ thế kỷ 17.

## Những nơi sản xuất trên thế giới
Các nguồn sản xuất hoa bia chính: Hallertau (Đức, năm 2006 là nơi có diện tích trồng hoa bia lớn nhất so với tất cả quốc gia khác), vùng Yakima (bang Washington, Hoa Kỳ) và Thung lũng Willamette (bang Oregon, Hoa Kỳ), và vùng phía tây Canyon County, Idaho (bao gồm các vùng Parma, Wilder, Greenleaf, và Notus), trung tâm sản xuất chính ở Anh là Kent (sản xuất hoa bia Kent Goldings) và Worcestershire. Nhìn chung tất cả hoa bia được sử dụng trong việc sản xuất bia.
| Quốc gia       | Sản lượng (tấn) năm 2010 |
| -------------- | ------------------------ |
| Đức            | 34,249                   |
| Hoa Kỳ         | 23,701                   |
| Trung Quốc     | 10,000                   |
| Cộng hòa Séc   | 7,800                    |
| Ba Lan         | 2,593                    |
| Slovenia       | 2,073                    |
| Bắc Triều Tiên | 1,900                    |
| Vương Quốc Anh | 1,500                    |
| Albania        | 1,200                    |
| New Zealand    | 830                      |

## Thành phần hóa học
- Nước: 11 -13%
- Chất đắng: 15 -21%
- Polyphenol: 2,5 -6%
- Protein: 15 – 21%
- Cellulose: 12 -14%
- Tinh dầu thơm: 0,3 – 1%
- Chất khoáng: 5 – 8% 
- Các hợp chất khác: 26 – 28%
- Trong đó các thành phần quan trọng được nhắc đến là: Xanthohumol, Prenylflavonoid: 8-prenylnaringenin (8-PN),  6-prenylnaringenin (6-PN)... được ứng dụng trong điều trị y học hiện đại.

## Công dụng

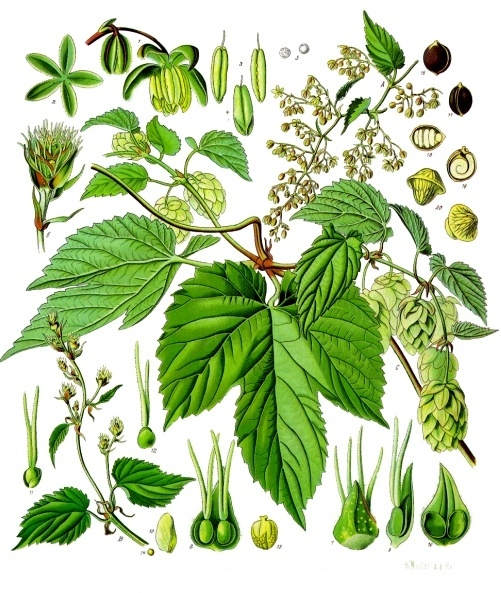
Hoa bia

- Hu blông là các cụm hoa cái (tế bào hình nón hạt giống thường được gọi là strobiles), của một loài hop, Humulus lupulus. Chúng được sử dụng chủ yếu như là một hương liệu và chất ổn định trong bia, chúng có hương vị cay đắng, thơm.
- Hu blông được sử dụng trong y học thảo dược tương tự như valerian, như là một thuốc điều trị lo lắng, bồn chồn, mất ngủ. Một các gối đầy Hu blông là một phương thức dân gian phổ biến cho chứng mất ngủ.
- Hu blông có thể được sử dụng một mình, nhưng chúng thường được kết hợp với các loại thảo mộc khác, như valerian. Hiệu quả thư giãn của hoa bia có thể một phần do thành phần hóa học dimethylvinyl carbinol.

Xanthohumol là một trong những thành phần chính của Humulus lupulus. Xanthohumol đã được báo cáo là có sở hữu thuốc an thần, hiệu lực Antiinvasive, hoạt động estrogen, các hoạt động sinh học liên quan đến ung thư, hoạt động chống oxy hóa, hiệu lực thuốc dễ tiêu, kháng khuẩn và tác dụng kháng nấm trong các nghiên cứu gần đây. Tuy nhiên, các chức năng dược lý của xanthohumol trên tiểu cầu chưa được hiểu rõ. Hiện nay, các nhà nghiên cứu đang quan tâm đến trong việc điều tra các tác dụng ức chế của xanthohumol truyền tín hiệu của tế bào trong quá trình kích hoạt tiểu cầu.
Prenylflavonoid (8-prenylnaringenin (8-PN)): có danh tiếng như là phytoestrogen mạnh nhất được biết tới cho đến nay. Những hoạt động sinh học này gợi ý rằng prenylflavonoid từ hoa bia có tiềm năng ứng dụng trong các chương trình phòng chống ung thư và trong việc phòng ngừa hoặc điều trị những cơn nóng bừng nóng mãn tính và loãng xương (sau khi mãn kinh)
- Hu blông có xu hướng không ổn định sau khi tiếp xúc với ánh sáng hoặc không khí và mất dược tính sau khi lưu trữ một vài tháng.
- Lợi ích:- Chống ung thư - Điều hòa mỡ máu - Điều trị chứng đa niệu - Chống sốc phản vệ- Giảm những dấu hiệu của tiền mãn kinh và mãn kinh.

## Vai trò của hoa bia trong sản xuất bia

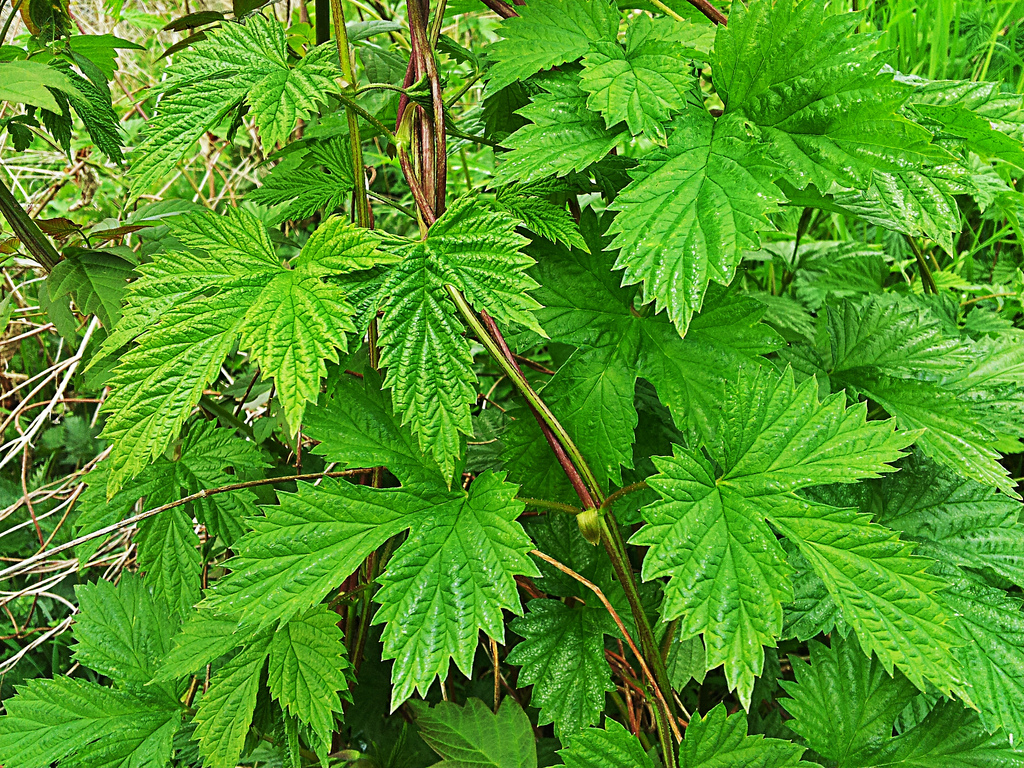

Hoa bia chứa một số tính chất rất phù hợp cho bia:
- Cung cấp vị đắng để cân bằng vị ngọt của đường mạch nha,
- Tạo ra hương vị từ mùi hoa cho tới mùi cam quýt hay mùi thảo mộc,
- Hoa bia có các hiệu ứng kháng sinh giúp cho hoạt động của men bia tốt hơn trước các loại vi sinh vật không mong muốn.
- Việc sử dụng hoa bia giúp cho việc duy trì thời gian giữ bọt lâu hơn (tạo ra bởi các chất cacbonat hóa bia).

### Vai trò của chất đắng
Là thành phần có giá trị nhất của hoa houblon. Làm cho bia có vị đắng dịu, tạo ra một đặc tính cảm quan rất đặc biệt của bia. Khi hòa tan vào dịch đường và tồn tại trong bia, chất đắng là những hợp chất có hoạt tính sinh học cao tạo ra sức căng bề mặt giúp cho bia có khả năng giữ bọt lâu. Với nồng độ thấp các chất đắng cũng có khả năng ức chế rất mạnh các vi sinh vật, vì chúng có tính kháng khuẩn rất cao và do đó làm tăng độ bền của bia thành phẩm.
Nhóm acid đắng có hai loại:
- Alpha-acid: gồm humolone (35-70%), cohumolone (20-55%), adhumolone (10-15%), prehomulone (1-10%) và posthumolone (1-5%).
- Beta-acid: gồm lupulone (30-55%), colupulone (20-55%), adlupulone (5-10%), prelupulone (1-3%), postlupulone.

Độ đắng của bia thương phẩm được đo theo Thang đơn vị độ đắng quốc tế (IBUS). Trong khi cây hoa bia được trồng bởi nông dân trên khắp thế giới với nhiều giống khác nhau, nhưng nó chỉ được sử dụng trong sản xuất bia là chủ yếu.

### Vai trò của tinh dầu thơm
Tinh dầu trong hoa houblon gồm hơn 200 chất: terpen, ester, cetone và các hợp chất chứa lưu huỳnh.
- Tinh dầu phấn hoa houblon chiếm từ 0,17 – 0,65% trọng lượng hoa, trong đó khoảng 3/4 là các cấu tử thuộc nhóm tecpen (C5H8)n và 1/4 là các cấu tử có mang oxy, đại diện chính là geraniol (C10H18O).
- Tinh dầu hoa ở điều kiện gia nhiệt nhẹ dễ bị oxy hóa, khi đó tác dụng gây mùi sẽ thay đổi nhiều, thậm chí tạo ra mùi không phù hợp cho sản phẩm bia như mùi tỏi.
- Các hợp chất trong tinh dầu có thể tồn tại dưới các dạng hydratcacbon với nhân là một tecpen (C5H8), hoặc dưới dạng aldehyd, ceton, rượu,...
Khi hòa tan vào dịch đường, tinh dầu tồn tại trong bia và tạo ra cho bia một mùi thơm đặc trưng rất nhẹ nhàng và dễ chịu.

### Vai trò của tannin
Với hàm lượng trung bình khoảng 4% trọng lượng hoa, tannin có 1 vai trò nhất định trong quá trình công nghệ, từ đó có ảnh hưởng trực tiếp hay gián tiếp đến chất lượng bia.
Trong quá trình đun sôi dịch đường với hoa houblon, trước hết tannin được tách ra dưới dạng hòa tan. Sau đó, do điều kiện nhiệt độ cao và thời gian kéo dài, chúng sẽ bị oxy hóa và trùng ngưng ở các mức độ khác nhau, các phân tử trùng ngưng sẽ hình thành mối liên kết đẳng điện với các protein trong dịch đường, hình thành những phức tannin – protein, tạo ra dạng kết tủa nóng trong quá trình này. Mặt khác, một dạng phức tương tự, nhưng trọng lượng phân tử nhỏ hơn, khi hạ nhiệt độ xuống chúng sẽ kết tủa lại tạo thành kết tủa nguội trong dịch đường.
Tóm lại, tannin có ảnh hưởng tốt đến quá trình công nghệ: giúp dịch đường trong nhanh hơn và kết tủa các thành phần protein không bền, làm tăng độ bền keo của bia, nhưng mặt khác tannin cũng làm kết tủa các protein bền làm giảm khả năng tạo bọt của bia.

## Thư viện

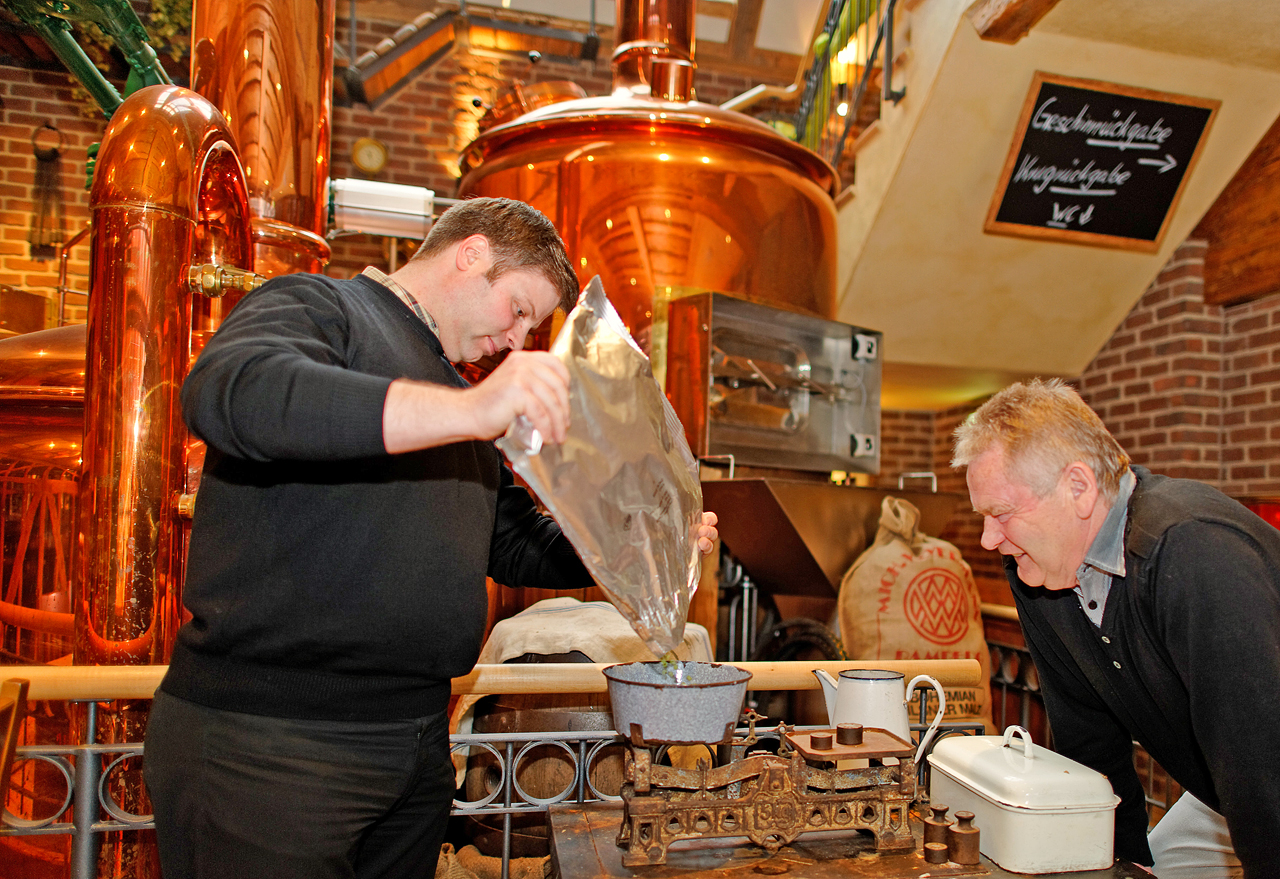
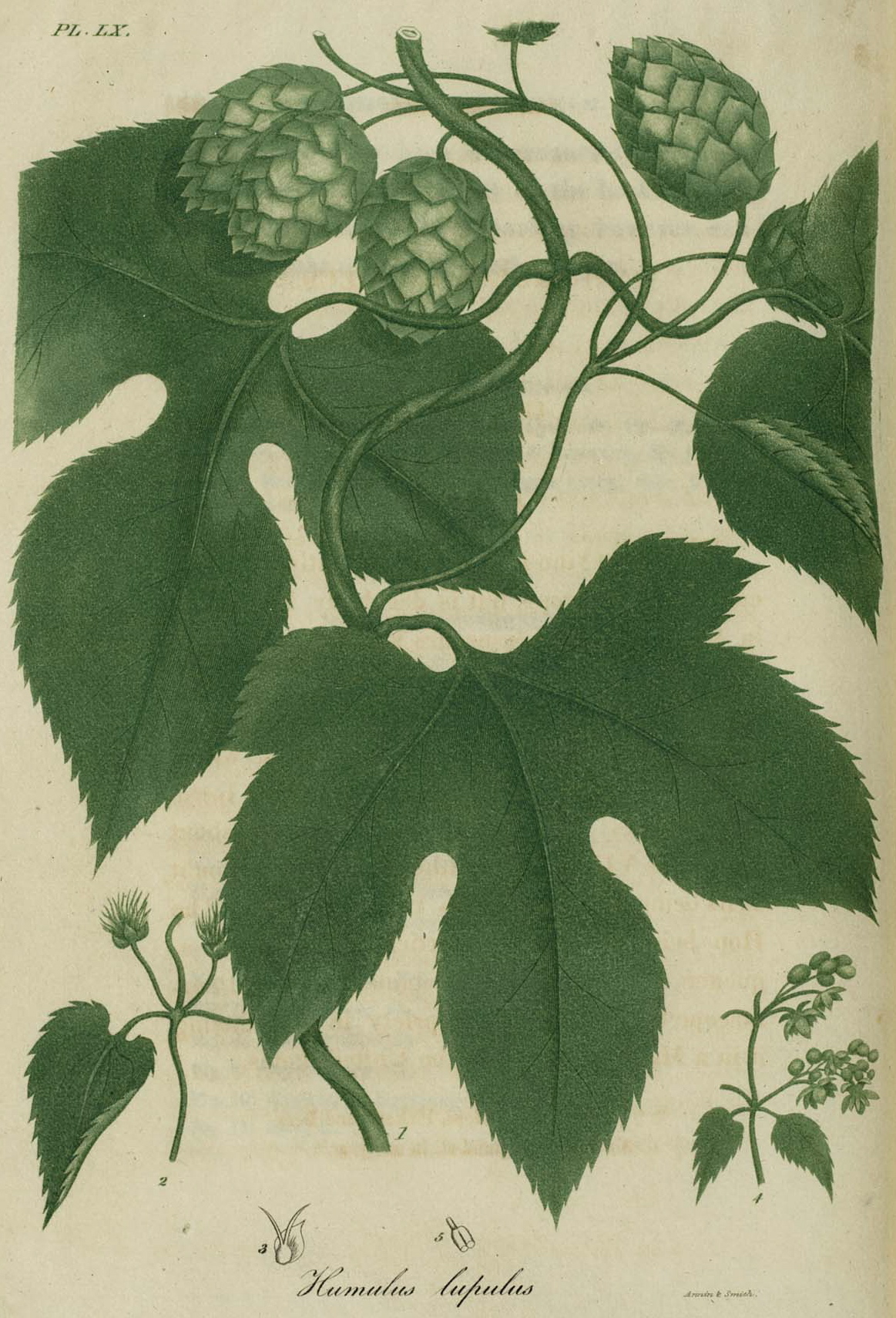
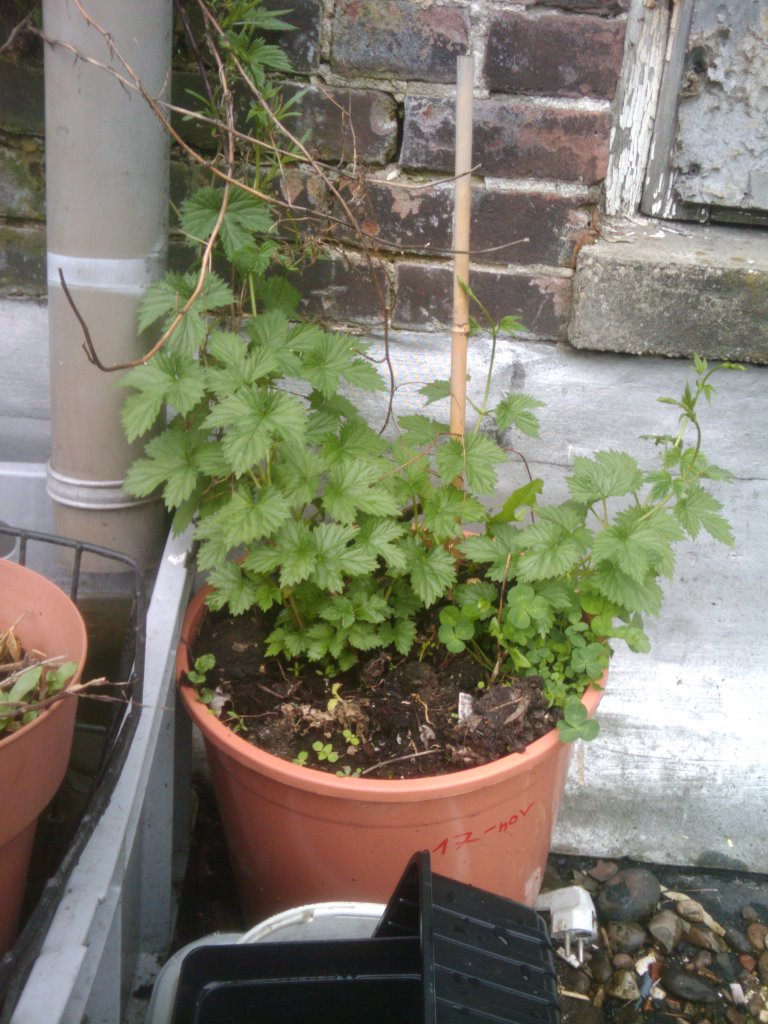
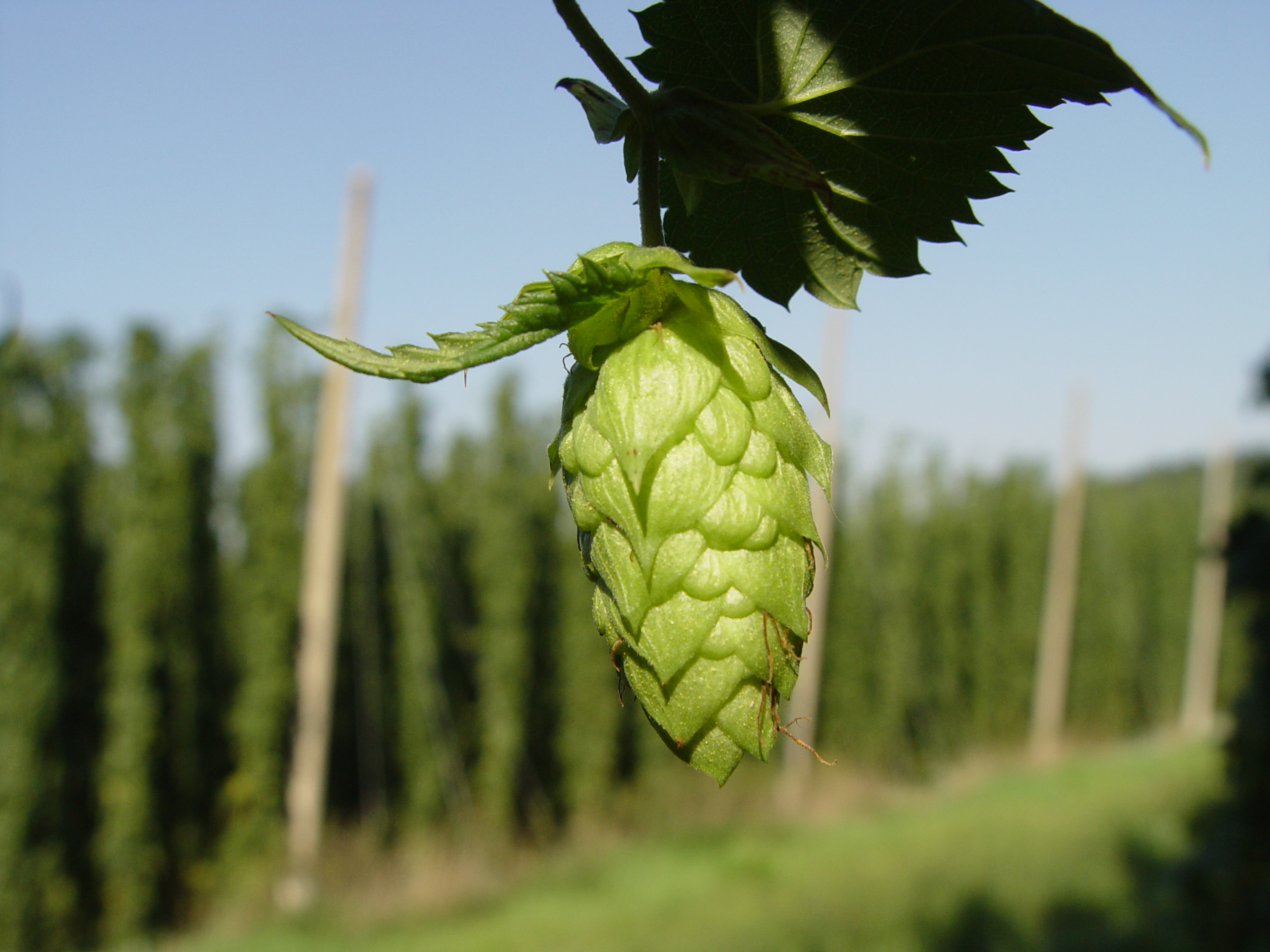
Nón hoa bia ở Hallertau, Đức
Cấu tạo của nón hoa bia